# Tomba di Ini
La tomba di Ini è la sepoltura, situata a Gebelein, a 30 km a sud di Luxor, del nomarca (governatore o un capo amministrativo di una provincia o di una divisione territoriale nell'antico Egitto) Ini, che visse durante l'inizio del primo periodo intermedio dell'Egitto (c. 2090 a.C.).

## Titolare

8.Statua di Ini, Museo Egizio, Torino, S. 13269

I titoli di Ini erano guardasigilli, governatore provinciale e capo dei sacerdoti del tempio del dio Sobek.

## Storia del ritrovamento
La sua tomba fu scoperta, ancora intatta, nel 1911 da Virginio Rosa, collaboratore di Ernesto Schiaparelli, negli scavi di Gebelein, a 30 km a sud di Luxor. La missione italiana trovò un pozzo funerario scavato nella roccia e chiuso da mattoni crudi.

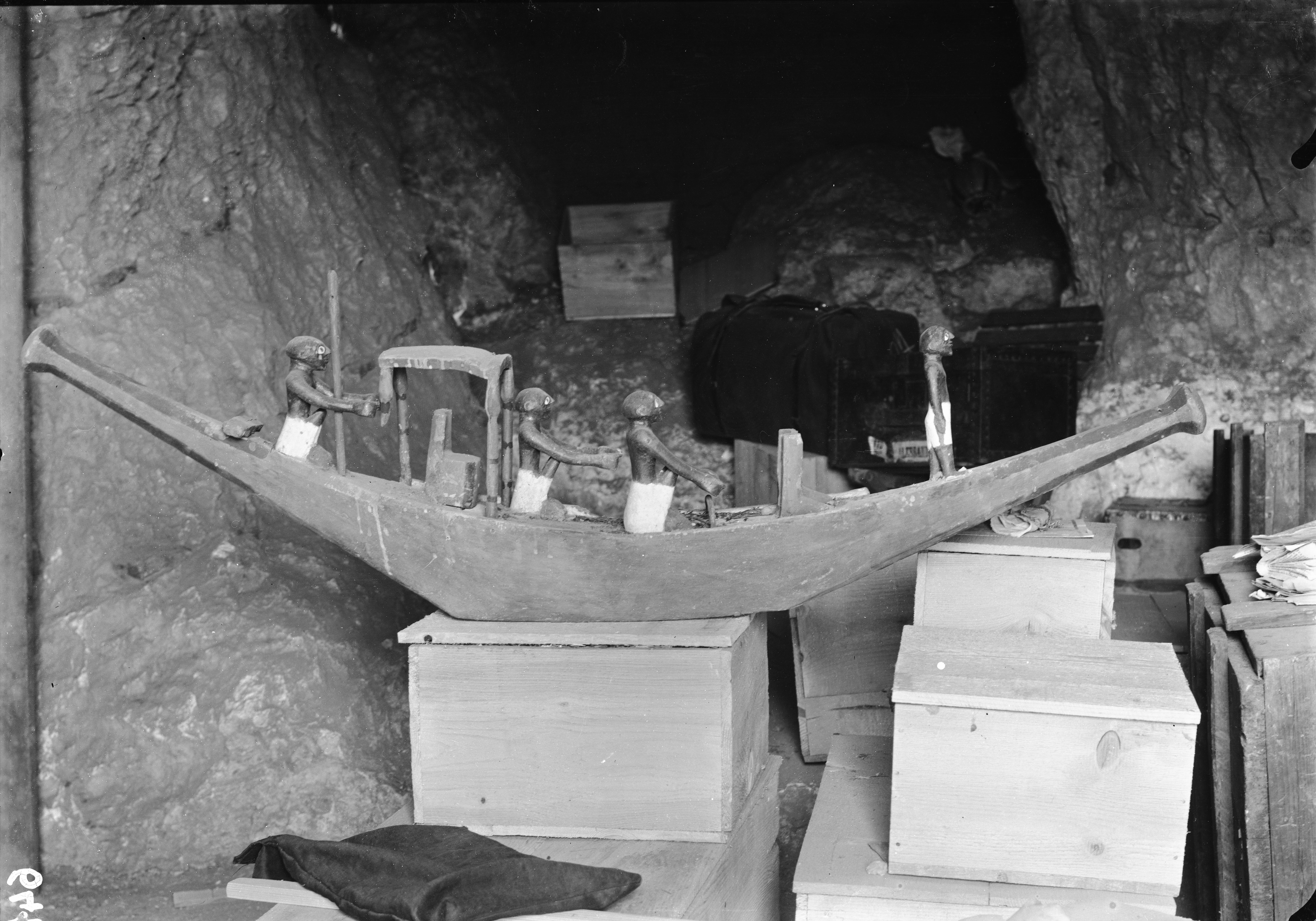
Un momento dei preparativi per il trasferimento del corredo funerario di Ini. In primo piano il modellino di una delle due barche con pilota, timoniere e rematori (S.13272).
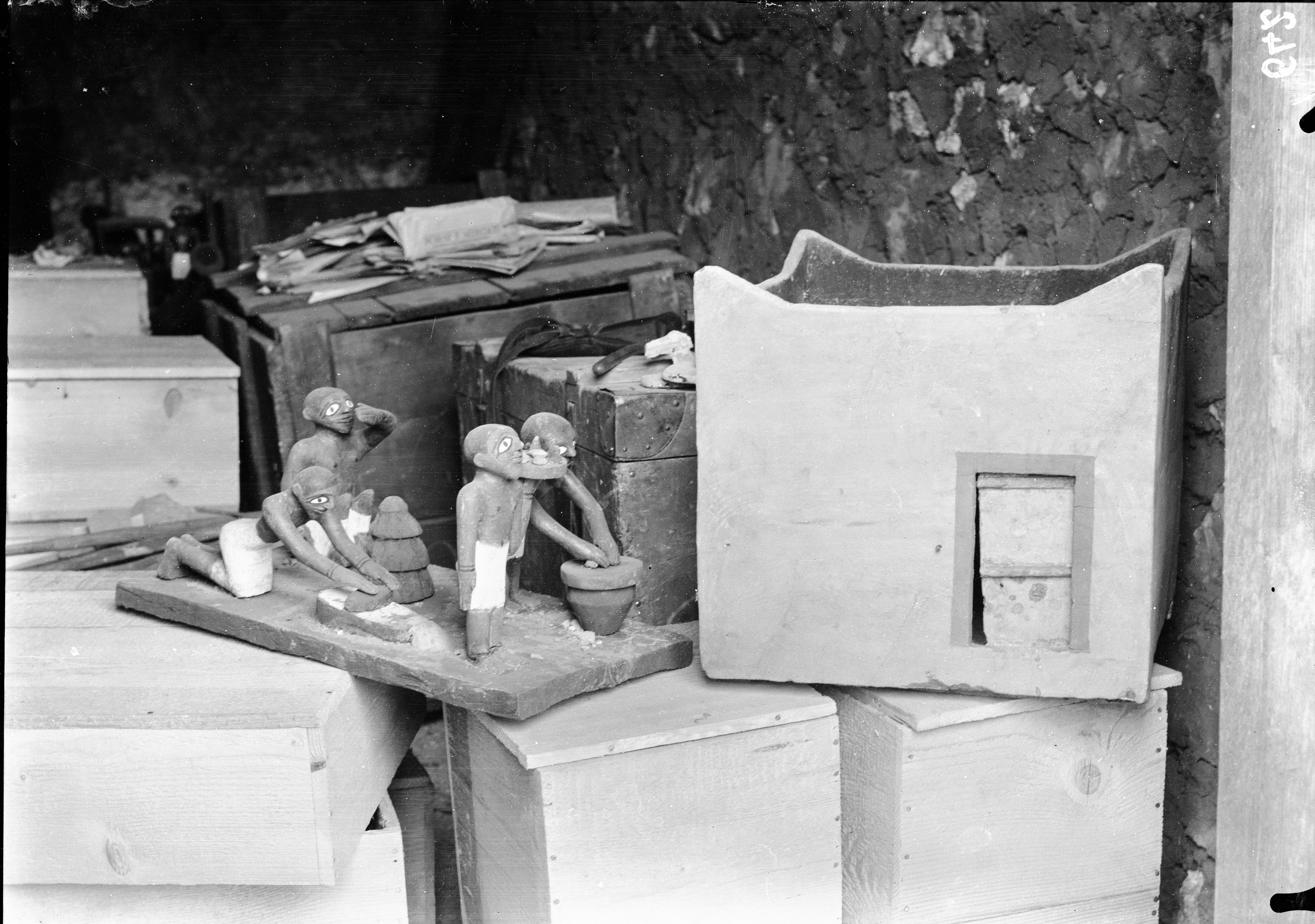
In primo piano, a sinistra modellino con scene di lavori domestici (S.13271) e a destra modellino di un granaio (S.13270).
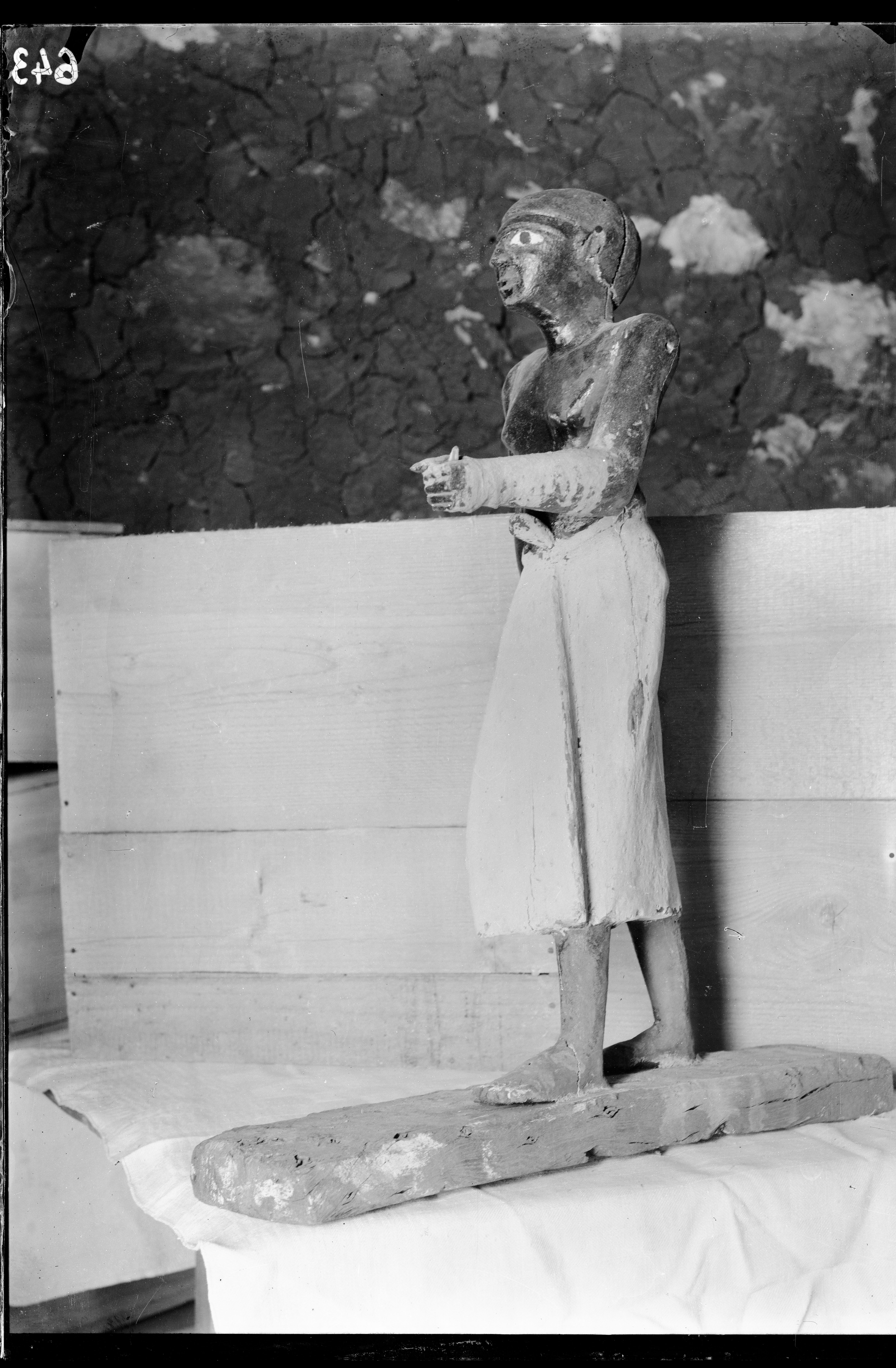
Statuina in legno dipinto del defunto Ini. (S.13269).

## Descrizione
Grazie agli appunti di Rosa è possibile conoscere esattamente la disposizione degli oggetti rinvenuti, oggi ricostruita all'interno del Museo egizio di Torino. 
Il sarcofago, una cassa in legno con coperchio piatto, si trovava nella parte più interna, e riportava il dipinto di due occhi all'altezza del volto del defunto, sdraiato sul fianco sinistro. La cassa, contenente la mummia di Ini, era orientata in modo che gli occhi guardassero verso est, per poter vedere il sorgere del sole e le offerte recate nella cappella funeraria. Altri oggetti facenti parte del corredo funerario erano la statua lignea di Ini, un bastone, simbolo dell'autorità, e un poggiatesta particolare, con il supporto a forma del geroglifico Sa (protezione). Erano inoltre presenti 300 sacchetti che riproducevano in scala dei sacchi per granaglie, molti vasi di terracotta e due riproduzioni di imbarcazioni, una per la navigazione a vela e una con rematori, un modellino di un granaio e delle statuine impegnate nella produzione di pane. 

1.Sarcofago di Ini
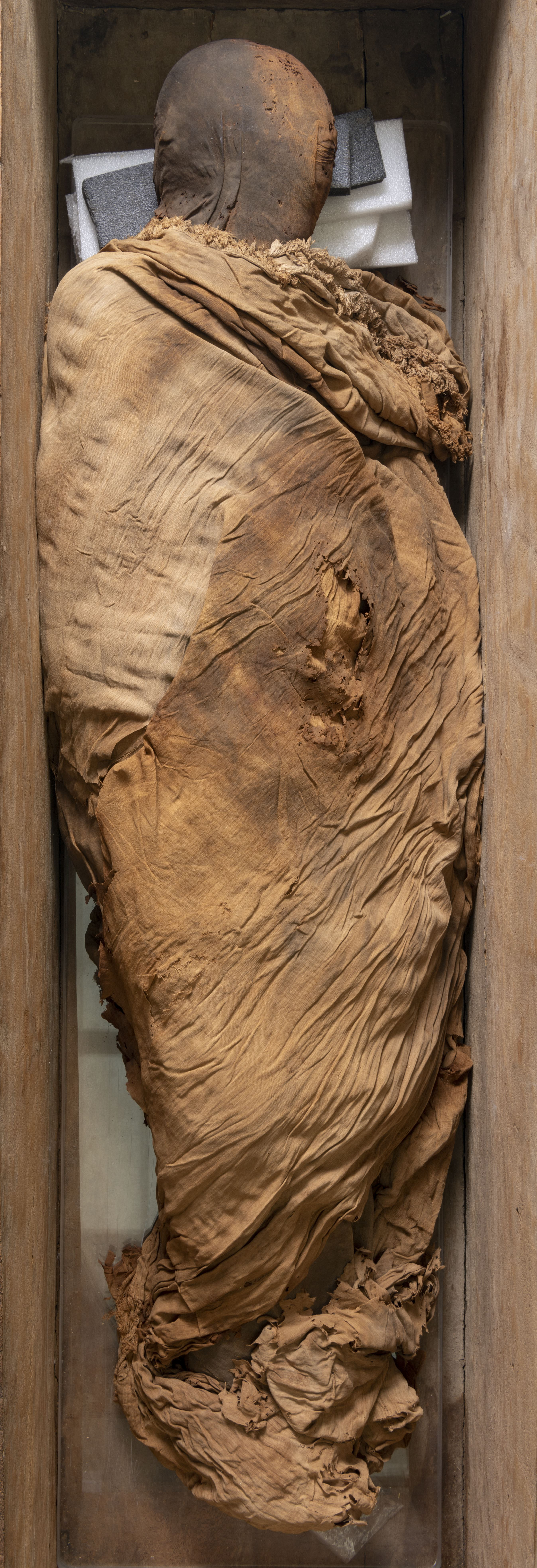
1.Mummia di Ini
1.Poggiatesta di Ini, con il supporto a forma del geroglifico Sa (protezione)
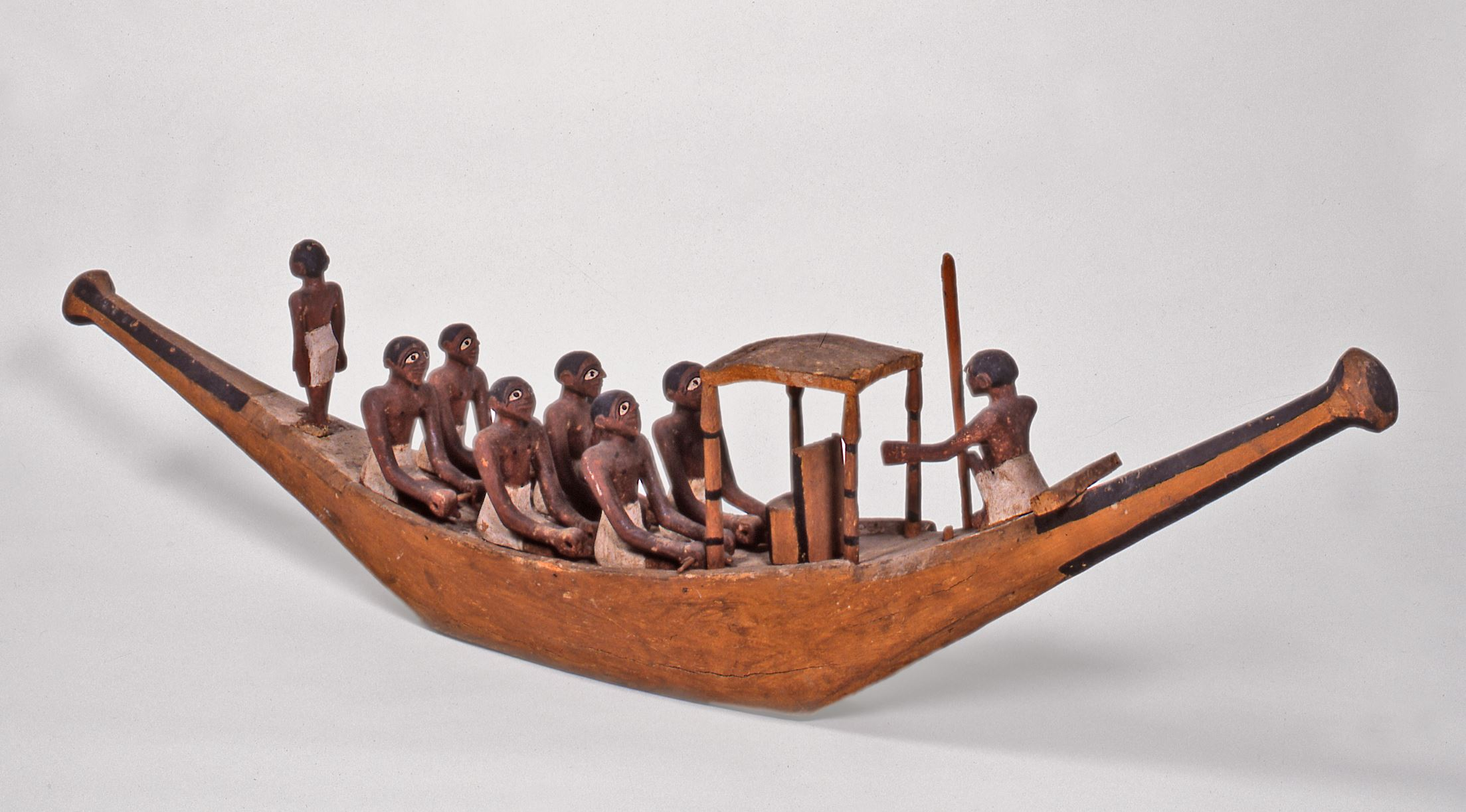
5.Riproduzione di imbarcazione papiriforme
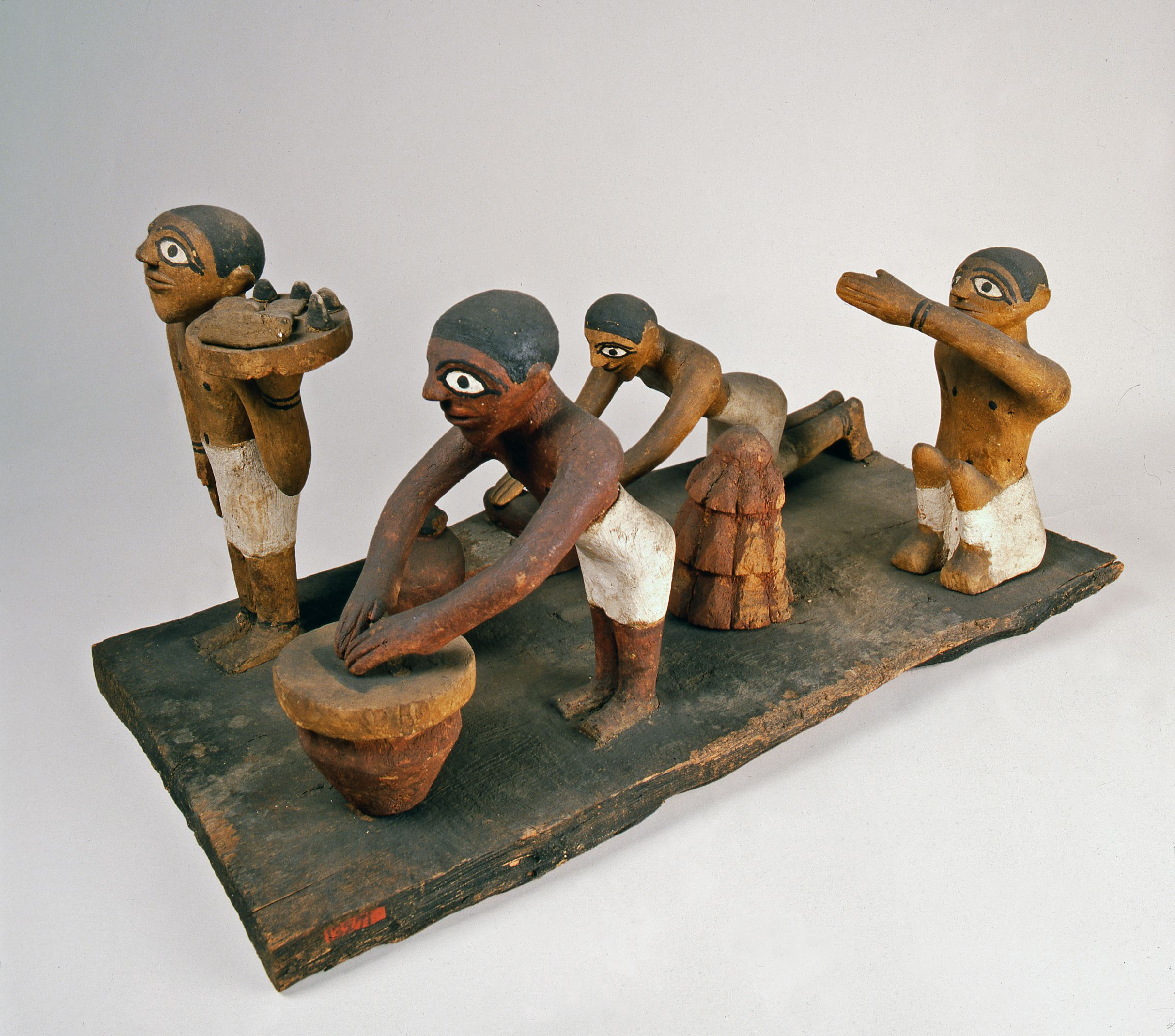
6.Modello con scena di panificazione
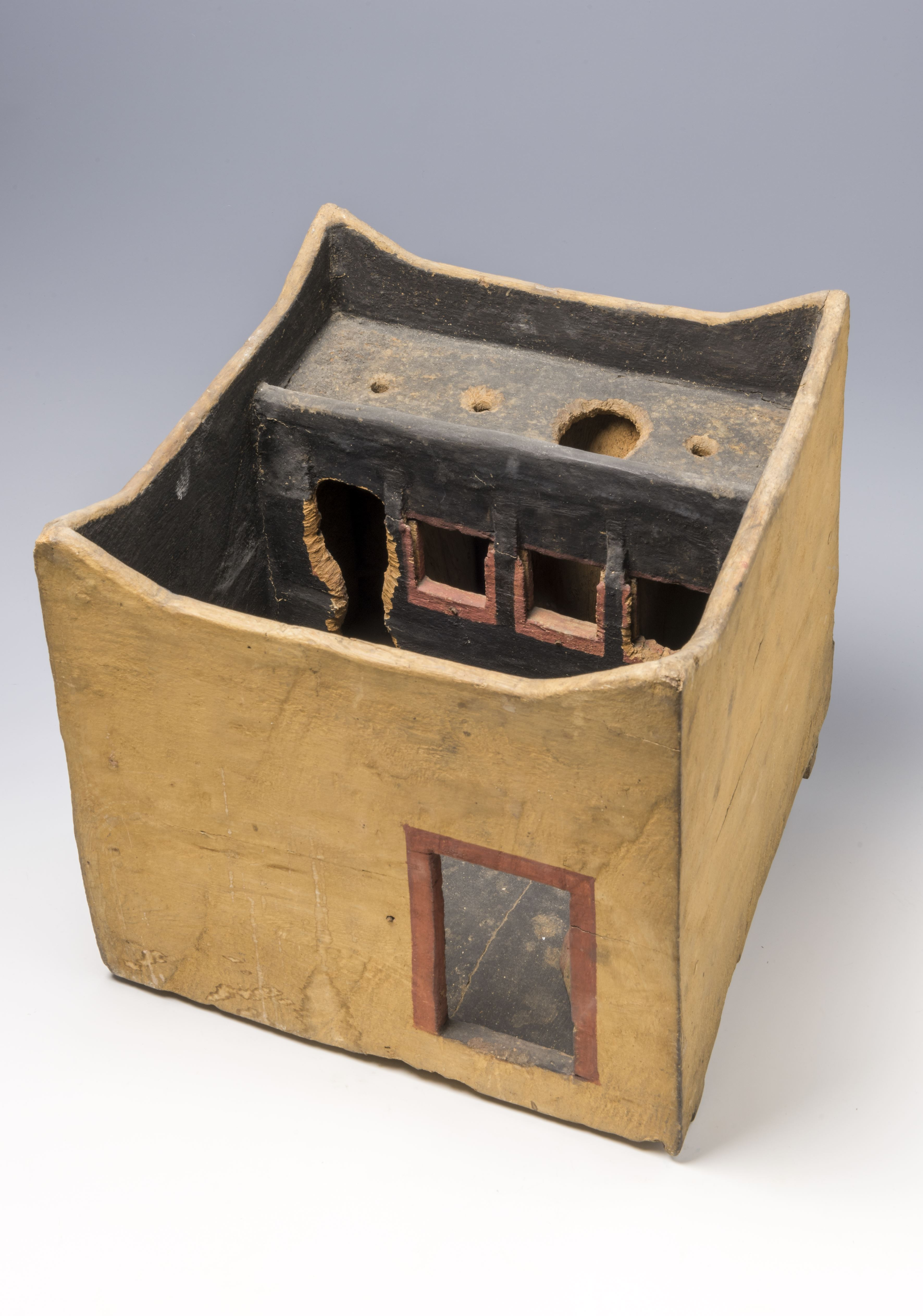
7.Modellino di granaio
Bastone di Ini
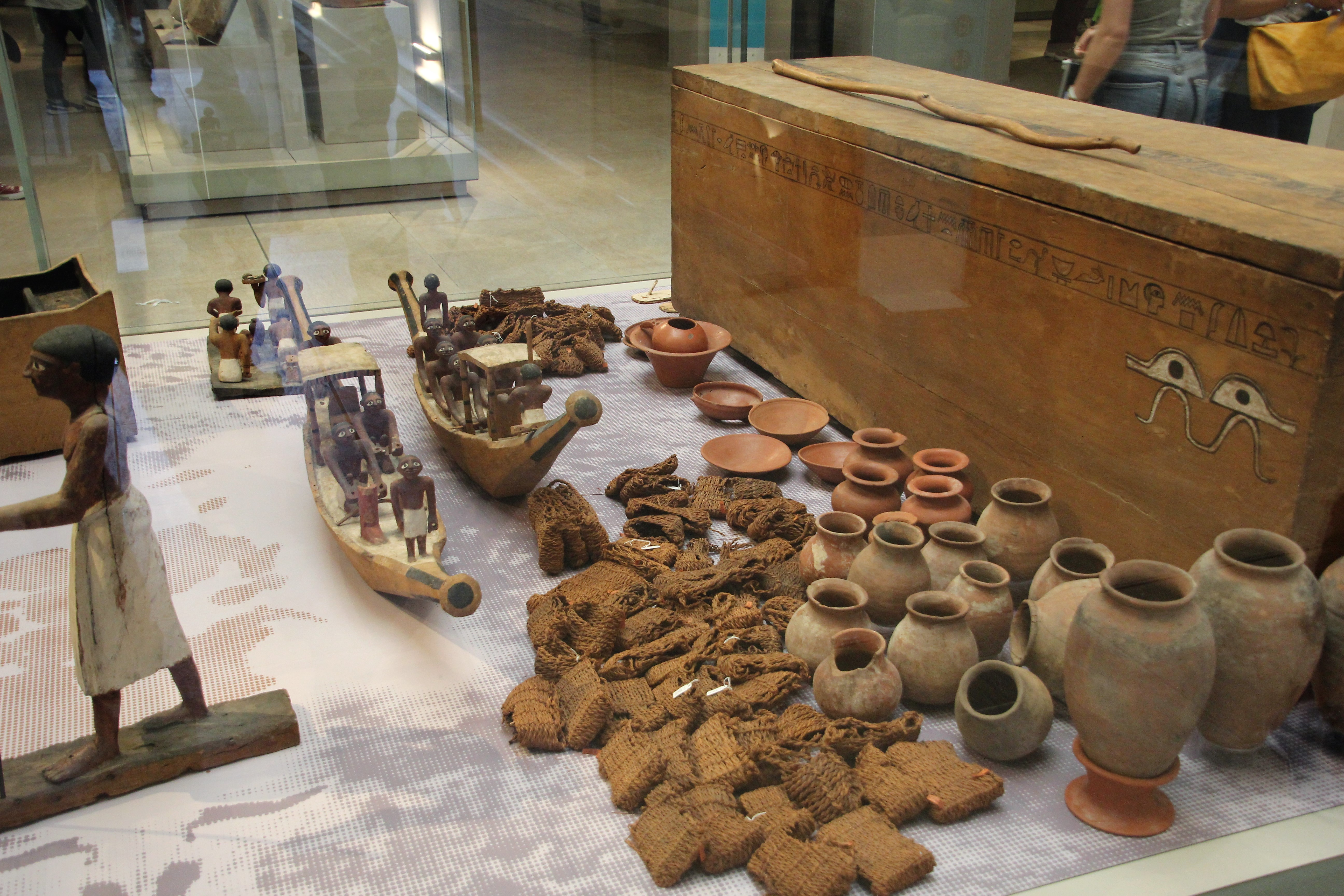
Reperti della tomba nella loro disposizione ricostruita nel Museo Egizio